# Ficción filosófica
La ficción filosófica es cualquier ficción que dedica una parte significativa de su contenido al tipo de cuestiones que aborda la filosofía. Puede explorar cualquier faceta de la condición humana, incluyendo la función y el papel de la sociedad, la naturaleza y motivación de los actos humanos, el propósito de la vida, la ética o la moral, el papel del arte en la vida humana, el papel de la experiencia o la razón en el desarrollo del conocimiento, si existe el libre albedrío, o cualquier otro tema de interés filosófico. La ficción filosófica incluye la novela de ideas (cuya historia expone y explora una determinada perspectiva filosófica del mundo), que también puede pertenecer al género de la ciencia ficción, la ficción utópica y distópica y el bildungsroman.

## Definición
No existe una definición universalmente aceptada de ficción filosófica, pero una muestra de obras notables puede ayudar a esbozar su historia. Por ejemplo, un diálogo platónico podría considerarse ficción filosófica.
Al parecer, el género surge con el nombre de cuento filosófico (conte philosophique) en la Francia del siglo XVIII, siendo un relato de ficción que critica a la sociedad y a los poderes para transmitir ideas y conceptos de carácter filosófico: las costumbres de la nobleza, los regímenes políticos, el fanatismo religioso y ciertas corrientes filosóficas. Retoma la construcción del cuento y utiliza algunas de sus formulaciones, como el "érase una vez", para evitar la censura imperante en la época. Al igual que éste, pertenece al género del apólogo, relato breve alegórico y argumentativo del que se extrae una moraleja, y que también incluye a las fábulas y utopías, entre otros. Voltaire es el máximo exponente de este género, siendo Cándido, Micromegas y Zadig sus obras más representativas.

## Origen
La monarquía absoluta consolidada con Luis XIV, que trajo el apogeo del poder real y la vuelta al orden moral, censuró numerosas publicaciones literarias. Herederos de los libertinos del siglo XVII, pensadores críticos como Voltaire y Diderot fueron conocidos como los "filósofos de la Ilustración". En nombre de la Razón y los valores morales, denunciaron las opresiones de su época. La mayoría de ellos sufrieron la censura o la cárcel. Como consecuencia, algunos publicaron en la clandestinidad, mientras que otros recurrieron a gobernantes extranjeros conocidos como "déspotas ilustrados". En un intento de sortear las prohibiciones, estos filósofos idearon nuevos géneros literarios, entre ellos el cuento filosófico.

## Características

### Género compuesto
El cuento filosófico es un género híbrido. Se toman las características de los cuentos de hadas y se abordan cuestiones filosóficas. En Cándido de Voltaire, por ejemplo, están presentes los rasgos tradicionales del cuento: la acción transcurre en un castillo, el tiempo es indeterminado (aunque hay paralelismos históricos, sobre todo con el terremoto de Lisboa de 1755) y los personajes son en su mayoría nobles. También hay ciertas características de la novela de aventuras, como las numerosas peripecias y los largos viajes. Voltaire escribía sus cuentos de la misma manera que los cuentos tradicionales, pero los modificaba a su manera insertando una tesis filosófica; era una forma de comunicar sus ideas. Añadía recursos cómicos, como la ironía, y a veces se acercaba al género de la farsa. También incluye una moraleja y elementos de la sociedad contemporánea, para que el lector pueda reflexionar sobre el cuento y la cuestión que plantea. El cuento filosófico también incluye ciertos atributos del género picaresco, como el hecho de que el héroe atraviese varias clases sociales, o que se burlen de sentimientos elevados como el amor.

### Parodia
El cuento filosófico toma la mayor parte de su estructura de los cuentos de hadas, pero parodia este género exagerando algunas de sus características. Suele incluir aspectos maravillosos, como personajes que mueren y luego vuelven a la vida sin más explicaciones, mientras que otros mueren para siempre. Además, los personajes suelen ser caricaturas: se definen por un único rasgo de carácter. El personaje de Cándido, por ejemplo, puede entenderse simplemente por su nombre. Pero el mundo es real, y a menudo choca con la sociedad contemporánea del autor. Esta discrepancia se crea mediante la parodia, un recurso literario que utiliza la desviación, la inversión, la reducción, la amplificación, el anacronismo y el calambur, torciendo las reglas del género parodiado.

### Sátira
El cuento filosófico utiliza a menudo la sátira como recurso literario. La sátira es una buena forma de denunciar y criticar a la sociedad. La sátira utiliza varias técnicas, como la caricatura, la ironía y el humor negro. La caricatura permite al lector reírse al ofrecer una imagen exagerada de la realidad, que es el propósito mismo de la literatura satírica. Voltaire utiliza esta técnica para criticar a la nobleza, muy presente en Cándido. También denuncia el pensamiento de ciertos filósofos. Pangloss, por ejemplo, es una caricatura del filósofo alemán Leibniz. El humor negro también hace que muchas cosas despreciables e inmorales parezcan completamente banales. Por ejemplo, en el capítulo 9 del mismo libro, Voltaire escribe: "Enterramos a mi señor en una hermosa iglesia, y tiramos a Isacar a la basura".

### Género argumentativo
El cuento filosófico debe su fama a Voltaire, cuyos ensayos se concretan mediante el uso de personajes y registros cómicos o satíricos. La argumentación siempre ha estado ligada a la literatura: la ligereza de la narración permite llegar a un mayor número de lectores y difundir así las tesis de los filósofos. El objetivo de la argumentación es presentar el desarrollo de determinadas ideas u opiniones de forma constructiva, utilizando argumentos. Para defender las ideas de la Ilustración, "los temas de los escritos eran ficticios porque la ficción seduce al lector y funciona como cebo: hechiza a través del relato, haciendo la moral (o la tesis defendida) más 'digerible'".
Todo texto tiene un tema, es decir, un asunto que trata. Pero un texto argumentativo también incluye una tesis, es decir, una opinión o juicio que el orador defiende. Por tanto, hay que identificar (y distinguir) el tema y la tesis. A la tesis defendida por el autor se opone la tesis contraria, tesis refutada o antítesis. En Cándido de Voltaire, Pangloss encarna el pensamiento de Leibniz, cuya tesis es atacada por el autor a lo largo del relato. Para defender su tesis y transmitir sus ideas, el autor del texto utiliza argumentos: ideas, causas, referencias. Los apoya y los concreta con ejemplos.
El cuento filosófico es necesariamente un texto de argumentación indirecta, es decir, la historia y las situaciones pueden seducir al lector, pero la lección que el texto imparte (implícita o explícitamente) debe instruir al lector aportándole un contenido moral. En lugar de proceder a una demostración basada en la alternancia de argumentos y ejemplos, el autor opta, con este género, por convencer al lector mediante una historia que le sirve de único argumento y mediante ejemplos desarrollados ampliamente.

## Autores y obras principales
Algunos filósofos han escrito novelas, obras de teatro o relatos cortos para demostrar o presentar sus ideas. Los ejemplos comunes incluyen al ya mencionado Voltaire, Fiódor Dostoyevski, Friedrich Nietzsche, Thomas Mann, Hermann Hesse, Albert Camus, Jean-Paul Sartre, Simone de Beauvoir y Ayn Rand.
Los autores que admiran a ciertos filósofos pueden incorporar sus ideas en los temas principales o narrativas centrales de sus obras. Algunos ejemplos incluyen El cinéfilo de Walker Percy (con influencia de Kierkegaard), y Lancha rápida de Renata Adler (postestructuralismo).
| Autor                                             | Nombre                                                        | Fecha                | Notas |  |
| ------------------------------------------------- | ------------------------------------------------------------- | -------------------- | --- |  |
| Agustín de Hipona                                 | De Magistro                                                   | Siglo IV (ca. 389)   | Antecedente. Una de sus primeras obras, contiene ideas sobre la educación. |  |
| Pedro Abelardo                                    | Diálogo entre un filósofo, un judío y un cristiano            | Siglo XII (1141)     | Antecedente. En este libro con "filósofo" se designa a un musulmán y a la vez el pensamiento estoico-ciceroniano. La analogía filósofo-musulmán era muy usada en la época, se tenía por filósofos a los grandes pensadores como Avicena o Averroes; a menudo de forma peyorativa, para remarcar el supuesto carácter secular de los musulmanes y de la filosofía. |  |
| Yehuda Halevi                                     | Kuzari                                                        | Siglo XII (ca. 1140) | Antecedente. |  |
| Ibn Tufail                                        | El filósofo autodidacta                                       | Siglo XII (ca. 1160) | Antecedente. Explora los límites de la teología natural y el concepto islámico de fitrah (la naturaleza humana innata que reconoce la unidad de Dios. |  |
| Tomás Moro                                        | Utopía                                                        | 1516                 | Antecedente. Primer ejemplo de ficción utópica y distópica. |  |
| Voltaire                                          | Zadig                                                         | 1747                 | Ejemplo temprano de conte philosophique. |  |
| Voltaire                                          | Micromegas                                                    | 1752                 | Ejemplo temprano de conte philosophique. |  |
| Voltaire                                          | Cándido                                                       | 1759                 | Ejemplo temprano de conte philosophique. |  |
| Samuel Johnson                                    | La historia de Rasselas, príncipe de Abisinia                 | 1759                 | |  |
| Jean-Jacques Rousseau                             | Julia, o la nueva Eloísa                                      | 1761                 | |  |
| Johann Wolfgang von Goethe                        | Los años de aprendizaje de Wilhelm Meister                    | 1795–96              | |  |
| James Hogg                                        | Las memorias y confesiones privadas de un pecador justificado | 1824                 | |  |
| Giacomo Leopardi                                  | Opúsculos morales                                             | 1827                 | Ensayos filosóficos disfrutados por varios, incluso por Arthur Schopenhauer. |  |
| Thomas Carlyle                                    | Sartor Resartus                                               | 1833–34              | |  |
| Søren Kierkegaard                                 | Diario de un seductor                                         | 1843                 | Una novela dentro de su primera obra filosófica O lo uno o lo otro. |  |
| Fiódor Dostoyevski                                | Crimen y castigo                                              | 1866                 | |  |
| Lev Tolstói                                       | Guerra y paz                                                  | 1869                 | |  |
| Friedrich Nietzsche                               | Así habló Zaratustra                                          | 1883-85              | Ejemplo característico de una novela filosófica moderna. |  |
| Walter Pater                                      | Mario el epicúreo                                             | 1885                 | |  |
| Oscar Wilde                                       | El retrato de Dorian Gray                                     | 1891                 | Única novela de Wilde. |  |
| Lev Tolstói                                       | Resurreción                                                   | 1899                 | Última novela de Tolstói publicada en vida. |  |
| Marcel Proust                                     | En busca del tiempo perdido                                   | 1913-1927            | |  |
| Thomas Mann                                       | La montaña mágica                                             | 1924                 | |  |
| Franz Kafka                                       | El proceso                                                    | 1925                 | |  |
| Robert Musil                                      | El hombre sin atributos                                       | 1930–43              | |  |
| Louis-Ferdinand Céline                            | Viaje al fin de la noche                                      | 1932                 | |  |
| Aldous Huxley                                     | Un mundo feliz                                                | 1932                 | Una crítica al conflicto entre las naturalezas humana y animal del hombre así como el uso manipulador del condicionamiento psicológico. |  |
| André Malraux                                     | La condición humana                                           | 1933                 | |  |
| Jean-Paul Sartre                                  | La náusea                                                     | 1938                 | |  |
| Aldous Huxley                                     | Viejo muere el cisne                                          | 1939                 | Novela satírica sobre el mundo de Hollywood. |  |
| C. S. Lewis                                       | Trilogía cósmica                                              | 1938 1943 1945       | Una crítica del socialismo al estilo de Stalin. |  |
| Antoine de Saint-Exupéry                          | El principito                                                 | 1943                 | |  |
| Simone de Beauvoir                                | La invitada                                                   | 1943                 | Primera obra filosófica de Beauvoir. |  |
| Jean-Paul Sartre                                  | A puerta cerrada                                              | 1944                 | Obra existencialista que esboza la filosofía sartreana. |  |
| Simone de Beauvoir                                | Las bocas inútiles                                            | 1944                 | Única obra de teatro de Beauvoir. |  |
| George Orwell                                     | Rebelión en la granja                                         | 1945                 | Un drama de ficción sobre el proceso del comunismo representado a través de animales en una granja. |  |
| Simone de Beauvoir                                | Todos los hombres son mortales                                | 1946                 | Obra existencialista que esboza la filosofía de Beauvoir. |  |
| B. F. Skinner                                     | Walden dos                                                    | 1948                 | Inspirada por Walden de Henry David Thoreau. |  |
| Osamu Dazai                                       | Indigno de ser humano                                         | 1948                 | |  |
| George Orwell                                     | 1984                                                          | 1949                 | Ejemplo característico de la ficción distópica; una crítica del totalitarismo así como un discurso sobre el uso manipulador del lenguaje. |  |
| Jean-Paul Sartre                                  | El diablo y Dios                                              | 1951                 | Obra existencialista que esboza la filosofía sartreana. |  |
| Ralph Ellison                                     | El hombre invisible                                           | 1952                 | Existencialismo en los Estados Unidos. |  |
| Samuel Beckett                                    | Esperando a Godot                                             | 1952                 | Una de las obras filosóficas más conocidas del siglo XX. |  |
| Walker Percy                                      | El cinéfilo                                                   | 1961                 | Una novela existencial que describe la filosofía de Søren Kierkegaard. |  |
| Aldous Huxley                                     | La isla                                                       | 1962                 | Última obra de Huxley. |  |
| Anthony Burgess                                   | La naranja mecánica                                           | 1962                 | Una discusión sobre el papel del libre albedrío en el contexto de la aplicación de técnicas del conductismo. |  |
| Yukio Mishima                                     | El marino que perdió la gracia del mar                        | 1963                 | |  |
| José Lezama Lima                                  | Paradiso                                                      | 1966                 | Novela del boom latinoamericano que explora el deseo en la Cuba pre-revolucionaria. |  |
| Philip K. Dick                                    | ¿Sueñan los androides con ovejas eléctricas?                  | 1968                 | |  |
| John Gardner                                      | Grendel                                                       | 1971                 | Una exploración de varias perspectivas filosóficas sobre cómo encontrar significado al mundo, el poder de la literatura y el mito, y la naturaleza del bien y del mal. El protagonista es una representación literaria de Jean-Paul Sartre. |  |
| Robert M. Pirsig                                  | Zen y el arte del mantenimiento de la motocicleta             | 1974                 | Introducción de la metafísica de la calidad, la cual incorpora facetas de los sofistas, la filosofía oriental, el pragmatismo y la filosofía indígena americana. |  |
| Renata Adler                                      | Lancha rápida                                                 | 1976                 | |  |
| Philip K. Dick                                    | Una mirada a la oscuridad                                     | 1977                 | |  |
| Philip K. Dick                                    | VALIS                                                         | 1981                 | Una versión en novela de su libro de no ficción más largo Exégesis, destacando su intenso interés en la naturaleza de la realidad, la metafísica y la religión. |  |
| Milan Kundera                                     | La insoportable levedad del ser                               | 1984                 | |  |
| Margaret Atwood                                   | El cuento de la criada                                        | 1985                 | Novela distópica feminista. |  |
| David Markson                                     | La amante de Wittgenstein                                     | 1988                 | Una novela experimental que demuestra la filosofía del lenguaje de Wittgenstein; similitudes estilísticas con Tractatus Logico-Philosophicus. |  |
| Jostein Gaarder                                   | El mundo de Sofía                                             | 1991                 | |  |
| David Foster Wallace                              | La broma infinita                                             | 1996                 | Crítica al postestructuralismo y posmodernismo; influenciado por Wittgenstein y el existencialismo; introduce el metamodernismo y el pospostmodernismo. |  |
| Arthur Asa Berger                                 | Postmortem for a Postmodernist                                | 1997                 | Novela de misterio que explora el posmodernismo. |  |
| Gus Van Sant                                      | Pink                                                          | 1997                 | Absurdismo |  |
| Arturo Pérez-Reverte                              | El pintor de batallas                                         | 2006                 | Reflexiones sobre la guerra, la pintura y la condición humana. |  |
| Neal Stephenson                                   | Anatema                                                       | 2008                 | Incluye un debate filosófico entre realismo platónico y nominalismo. |  |
| André Alexis                                      | Quince perros                                                 | 2015                 | Winner of the 2015 Scotiabank Giller Prize, this novel explores faith, place, love, power and hatred through the eyes and experiences of fifteen dogs endowed with human intelligence. |  |
| Most novels by Albert Camus                       | Most novels by Albert Camus                                   |                      | Absurdismo |  |
| Fiction by the Marquis de Sade                    | Fiction by the Marquis de Sade                                | 1740–1814            | Ateísmo, Nihilismo, Libertarianismo |  |
| Most novels by Franz Kafka                        | Most novels by Franz Kafka                                    |                      | Existential Nihilism |  |
| Most novels by Hermann Hesse                      | Most novels by Hermann Hesse                                  | 1904–53              | |  |
| The novels and short stories of Ursula K. Le Guin | The novels and short stories of Ursula K. Le Guin             | 1959-2018            | Anarchism; Feminism; Socialism; Daoismo |  |
| Most novels by Stanislaw Lem                      | Most novels by Stanislaw Lem                                  | 1946–2005            | |  |
| Most novels by Ayn Rand                           | Most novels by Ayn Rand                                       | 1934–82              | Objetivismo |  |
| Novels and Plays by Samuel Beckett                | Novels and Plays by Samuel Beckett                            | 1938–1961            | Absurdismo/Quasi-quietism |  |
| Novelas de Iris Murdoch                           | Novelas de Iris Murdoch                                       | 1953–97              | |  |
| Novelas de Anthony Burgess                        | Novelas de Anthony Burgess                                    | 1956–93              | |  |
| Novelas de Simone de Beauvoir                     | Novelas de Simone de Beauvoir                                 |                      | Existencialismo, feminismo |  |
| Novelas de Jean-Paul Sartre                       | Novelas de Jean-Paul Sartre                                   |                      | Existencialismo |  |
| Novelas de Andre Malraux                          |                                                               |                      | |  |
| Novelas de Marcel Proust                          |                                                               |                      | |  |
| Novelas de Stendhal                               |                                                               |                      | |  |
| Novelas de Fiodor Dostoievski                     | Novelas de Fiodor Dostoievski                                 | 1846–81              | Existencialismo |  |
| Novelas de G. K. Chesterton                       | Novelas de G. K. Chesterton                                   | 1874–1936            | |  |
| Novelas de Clarice Lispector                      |                                                               |                      | |  |
| The stories of Jorge Luis Borges                  | The stories of Jorge Luis Borges                              |                      | Philosophical idealism, eternal recurrence, eternalism |  |
| The novels of Umberto Eco                         | The novels of Umberto Eco                                     |                      | Semiotics |  |
| The novels of Rebecca Newberger Goldstein         | The novels of Rebecca Newberger Goldstein                     |                      | Atheism; Feminism |  |
| Works by Franz Kafka Prize winners                | Works by Franz Kafka Prize winners                            |                      | Kafkaesque Humanism and Existentialism |  |